# Over the Rainbow and Other Musical Highlights
Over the Rainbow and Other Musical Highlights utkom år 2000 och är ett album av de norska  sångarna Elisabeth Andreassen och Jan Werner Danielsen (Bettan & Jan Werner). Albumet är mestadels baserat på musikallåtar som de två sjungit åren 1992-1998.

## Låtlista
1. You and I - Bettan & Jan Werner
2. Over the Rainbow - Bettan
3. Anthem - Jan Werner
4. Wishing You Were Somehow Here Again - Bettan
5. One Night in Bangkok - Jan Werner
6. All I Ask of You - Bettan (duett med Carl Robert Henie)
7. Bridge of Time - Jan Werner
8. Send in the Clowns - Bettan
9. Somewhere - Jan Werner
10. Så skimrande var aldrig havet - Bettan
11. Survival of the Fittest - Jan Werner
12. Nocturne - Bettan
13. All by Myself - Jan Werner
14. Tell Me on a Sunday - Bettan